# 普罗塔西奥阿尔韦斯
普罗塔西奥阿尔韦斯是巴西南大河州的一个市镇。总面积172.81平方公里，总人口2114人，人口密度12.2人/平方公里。